# Bandera de Cañar
El H. Consejo Provincial del Cañar, el 23 de abril de 1954 aprobó la Ordenanza que otorgó los símbolos provinciales Escudo y Bandera.
El color azul simboliza la alteza de sus ideales, amarillo concota la riqueza agrícola y minera, y rojo representa el corazón de los habitantes llenos de entusiasmo y fe de un futuro glorioso.